# Golfo di Huon
Il golfo di Huon è un largo golfo posto lungo la costa nord-orientale della Nuova Guinea, affacciato sul Mare delle Salomone. Il golfo si esente per circa 160 chilometri da Capo Cretin a nord-est a Capo Ward Hunt a sud, spingendosi nell'interno per una profondità di 105 chilometri; la parte settentrionale del golfo è delimitata dalla costa meridionale della penisola di Huon.
Tra i corsi d'acqua che sfociano nel golfo il principale è il fiume Markham, originatosi nei vicini Monti Finisterre a nord-ovest del golfo. La città di Lae, secondo centro abitato per numero di abitanti dello Stato di Papua Nuova Guinea, sorge sulle rive nord-occidentali del golfo.
Mappato per la prima volta dall'esploratore britannico John Moresby nel 1873-74, il golfo prende il nome dal navigatore francese Jean-Michel Huon de Kermadec.